# SuicideGirls

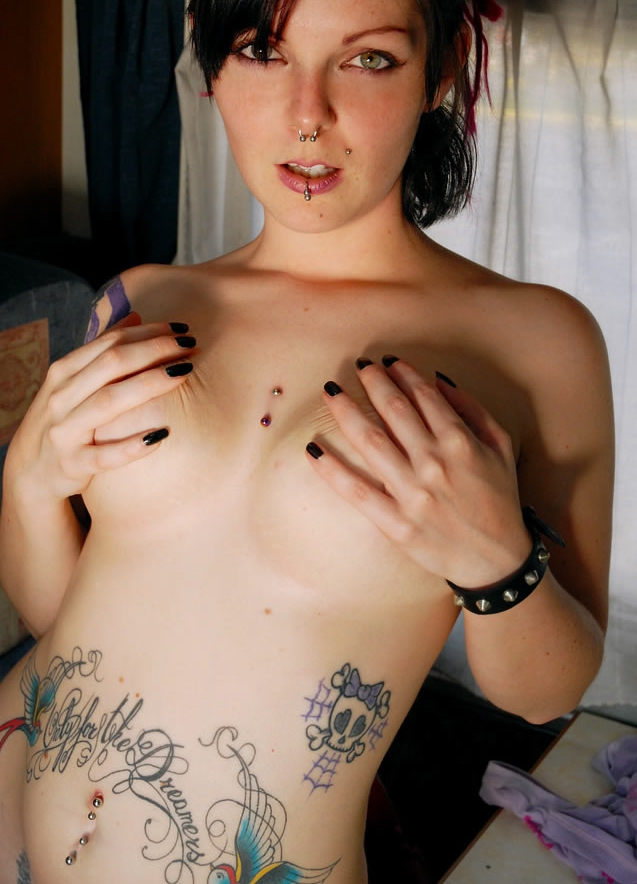
Suicide Girl Riae, 2008

SuicideGirls (SG) ist eine englischsprachige kommerzielle Alt-Porn-Website (= alternative-Pornografie-Website). Auf der Website befinden sich vor allem Erotikfotografien eines bestimmten – alternativen – Frauentyps, Blogs, Foren und redaktionelle Texte.
SuicideGirls setzt auf eine Ästhetik, die sich von etablierten Erotica-Anbietern wie Playboy und vielen Pornografie-Anbietern abheben will. Body Modification ist ein zentrales Merkmal der sogenannten Suicide Girls: So sind die dargestellten Frauen meist tätowiert, gepierct oder haben auffallend gefärbte Haare; oft kommen mehrere dieser Attribute zusammen. SuicideGirls versucht sich als subkulturell verankerte Community zu präsentieren. Die Website ist eine der ersten Alt-Porn-Websites und die in der breiten Öffentlichkeit bekannteste. Die Macher selbst bezeichnen die Website nicht als feministisch, werben aber mit Zitaten, die diese Einschätzung explizit zum Ausdruck bringen. Auch von Dritten wird SG als feministische Erotikfotografie rezipiert. Neben den genretypischen Bildern und Videos enthält SuicideGirls redaktionelle Texte über Musik sowie Kolumnen; die Frauen haben Profile und Blogs; die Community ist seit der Gründung elementarer Bestandteil von SuicideGirls.
Im Jahr 2001 stellten der Webdesigner Sean Spooky Suhl und die Fotografin Selena Missy Suicide Mooney die Website SuicideGirls ins Internet. Während die aus Portland stammende Website in ihren Anfangsjahren auch von Mitgliedern der Musikszene um Portland wie Courtney Love oder den Dandy Warhols unterstützt wurde, nahm diese enge Verbindung bald ab. 2005 verließen etwa 50 Models aus der Anfangszeit die Website und warfen den Betreibern Frauenverachtung vor sowie ein Geschäftsmodell, das sich wenig von der etablierten Pornographie unterscheide. Während die Episode SG an Glaubwürdigkeit in der Szene kostete, tat sie dem stetigen Mitgliedswachstum keinen Abbruch. Mittlerweile hat SuicideGirls verschiedene Merchandising-Artikel und diverse Spin-offs produziert.

## Name und Gestaltung
Der Name SuicideGirls, auf Deutsch etwa zu übersetzen als ‚Selbstmord-Mädchen‘, entstammt ursprünglich einem Roman des Autors Chuck Palahniuk. In Survivor beschreibt dieser die suicide girls folgendermaßen:

„Achtzehn-, neunzehn, zwanzigjährige Mädchen – ich möchte nur mit ihnen sprechen. Mädchen vom Community College. Ältere High-School-Schülerinnen. Emanzipierte Jüngere. Es ist dasselbe mit diesen Selbstmord-Mädchen, die mich anrufen. Die meisten sind so jung. Weinend stehen sie mit ihren regennassen Haaren in der Telefonzelle und rufen mich zu Hilfe. Sie igeln sich tagelang allein in ihrem Bett ein, und dann rufen sie mich an. Der Messias. Sie rufen mich an. Der Retter. Sie schniefen und schluchzen und erzählen mir alles, wonach ich frage, jedes kleine Detail.“

Für Mooney und ihre Freunde hat sich der Ausdruck dann von seinem Zusammenhang im Roman emanzipiert, wurde nun verwendet als

„Hipster-Slang … für Post-Punk-Mädchen am Pioneer Square, die Ice Cube auf ihren iPods hörten, angezogen mit Minirock und Minor-Threat-Kapuzenpullis, in der einen Hand ein Skateboard, in der anderen eine Tasse Kaffee und im achtlos über die aus Versehen nackte Schulter geworfenen Rucksack Romane von Kerouac und Hemingway.“

Den Begriff Suicide deutete Missy Suicide, ein prominentes Suicide Girl, später als „den Teil an sich zu töten, der Mainstream ist.“
Im Sprachgebrauch der Website steht SuicideGirls mit Binnenmajuskel für die Website selbst, die Pluralbezeichnung Suicide Girls für die bezahlten Models. Das Logo besteht aus den Buchstaben SG und einer jungen Frau mit Zöpfen. Die Websitebetreiber benutzen die Abkürzung SG in Zusammenhängen, in denen der Ausdruck Suicide wegen seiner negativen Konnotation unerwünscht ist. Die Website ist auf den Farbton Rosa abgestimmt. Hintergründe und Schriftarten sind oft in rosa. Ist eine Frau als bezahltes Suicide-Girls-Model beziehungsweise als Suicide Girl akzeptiert, ändert sich die Hintergrundfarbe ihres Profils von Grau auf Rosa. Die Models selbst werden fast durchgehend als Mädchen und nicht als Frau bezeichnet.

## Konzept
SuicideGirls präsentiert sich als Community der Suicide Girls mit Profilen, Chats, Blogs, einem Kalender, lokalen Veranstaltungstipps, einem Nachrichtensystem etc. Die Erotikmodels sind teilweise bezahlte Models, aber auch umsonst posierende Frauen, die meist hoffen, in den Rang der akzeptierten Suicide Girls aufzurücken. Zahlende Kunden und Suicide Girls haben eine Profilseite, Letztere mit regelmäßig ergänzten Fotoserien und diversen persönlichen Rubriken. Ein größerer Teil der Online-Kommunikation findet dabei zwischen den Suicide Girls selbst statt, die auch Zugriff auf ein nicht öffentliches Model-Forum haben. Betreiber von SuicideGirls ist die in Oregon ansässige SG Services Inc. mit Adresse in Los Angeles. SuicideGirls finanziert sich vor allem durch die Mitgliedsbeiträge der Kunden, erzielt mittlerweile aber auch Einnahmen aus der Lizenzierung von Bildern und Marke. Für die Gebühr, die im Dezember 2019 entweder 12 US-Dollar für einen Monat oder 48 US-Dollar für ein Jahr betrug, bekamen Nutzer Zugriff auf zusätzliches Material, konnten mit anderen Benutzern in einer Community über Foren, Chats oder Webcams agieren.
Nach einer Aussage Mooneys von Ende 2005 sind die Nacktbilder direkt nur für etwa 20 Prozent der Seitenzugriffe verantwortlich, die restlichen vier Fünftel entfallen auf Blogs, Foren, Kalender und Ähnliches. SG Services gehört vier Eigentümern, wobei die Verantwortung bei dem ehemaligen Paar Sean Suhl (Spooky) und Selena Mooney (Missy) liegt. Suhl ist dabei für das Geschäftliche und die Technik verantwortlich, Mooney für Inhalte und Fotos. Rechtlich sind die Frauen freie Mitarbeiter von SG Services. Der Betreiber zahlt für einzelne Fotoserien, ist jedoch nicht für Urlaub oder Sozialversicherung zuständig. Ursprünglich erhielten die Frauen etwa 100 bis 200 US-Dollar für eine Fotoserie, bis ins Jahr 2008 ist deren Honorar auf 500 US-Dollar gestiegen.
Die Betreiber halten sich bedeckt, was Auskunft über finanzielle Belange und Besucherzahlen angeht. Externe Schätzungen über Unique Visitors aus den USA für Anfang 2011 schwanken zwischen 150.000 und 300.000 im Monat, während sie Mitte 2010 noch bei knapp einer halben Million gelegen haben sollen. SuicideGirls gab im Jahr 2009 noch fünf Millionen Unique Visits weltweit pro Monat an. Laut Alexa sind unter den Besuchern von SuicideGirls mehr männliche, mehr junge und mehr Personen ohne Kinder vertreten als unter allen Internetnutzern. Verglichen beispielsweise mit dem Playboy hat SuicideGirls nur etwa ein Drittel der Zugriffe, die Besucher sind bei SG jünger als die Besucher der Website des Playboys. Die SG ziehen mehr weibliche Besucher als der Playboy an.

## Geschichte

### Vorgeschichte – Die Szene in Portland und Alt Porn
In den Jahren direkt vor der SG-Gründung konnte sich Amateur- und Untergrund-Pornografie als fester Bestandteil von Newsgroups und Mailinglisten etablieren. Die Website Nerve publizierte seit 1997 eine erfolgreiche Mischung aus Community, Musik und Sex. JenniCam hatte mit der Darstellung des Alltags einer jungen Frau – inklusive deren Sexualität – erstaunliche Erfolge erzielt. Es entstanden erste Websites des Genres, das sich später Alt porn nannte. Sie wurden oft in Eigenregie betrieben: Websitebetreiber, Fotografen und Models stammten aus derselben Subkultur. Die meisten waren Frauen, die häufig mit der Gothic- oder BDSM-Szene verbunden waren.
Zugleich herrschte in Portland ein für die USA ungewöhnliches sexuell freizügiges Klima. Der oberste Gerichtshof Oregons hatte in den 1980ern das Verbot obszöner Darstellungen für unvereinbar mit dem Grundsatz der Meinungsfreiheit befunden und diese Verbote in Oregon außer Kraft gesetzt. Zugleich war Oregon einer der wenigen Bundesstaaten, in denen es legal war, gleichzeitig Sexdarstellungen zu präsentieren und Alkohol im selben Club zu verkaufen. Bis Mitte der 1990er war die Nachtklubszene zu einer der größten in den USA angewachsen, das Geschäft mit der Sexualität als regulärer Teil der Wirtschaft Portlands etabliert. Die Nachtklubs und Tanzdarbietungen entstanden dabei zum größten Teil in bereits vorhandenen Bars und Poolhallen. Sie lagen und liegen in den Hauptstraßen der regulären Ausgehviertel und sind so weitestgehend Teil des etablierten Nacht- und Partylebens. 1995 gründete sich mit Danzine von Teresa Dulce das erste Magazin von und für Sexarbeiter in der Stadt. Neben SuicideGirls ging auch Fatalbeauties aus der Stadt hervor. Portland besitzt auch heute eine lebendige Szene mit Neo-Burlesque-Shows, Fetisch-Bällen und diversen kleineren Websites und Magazinen.

### Gründung und erste Jahre

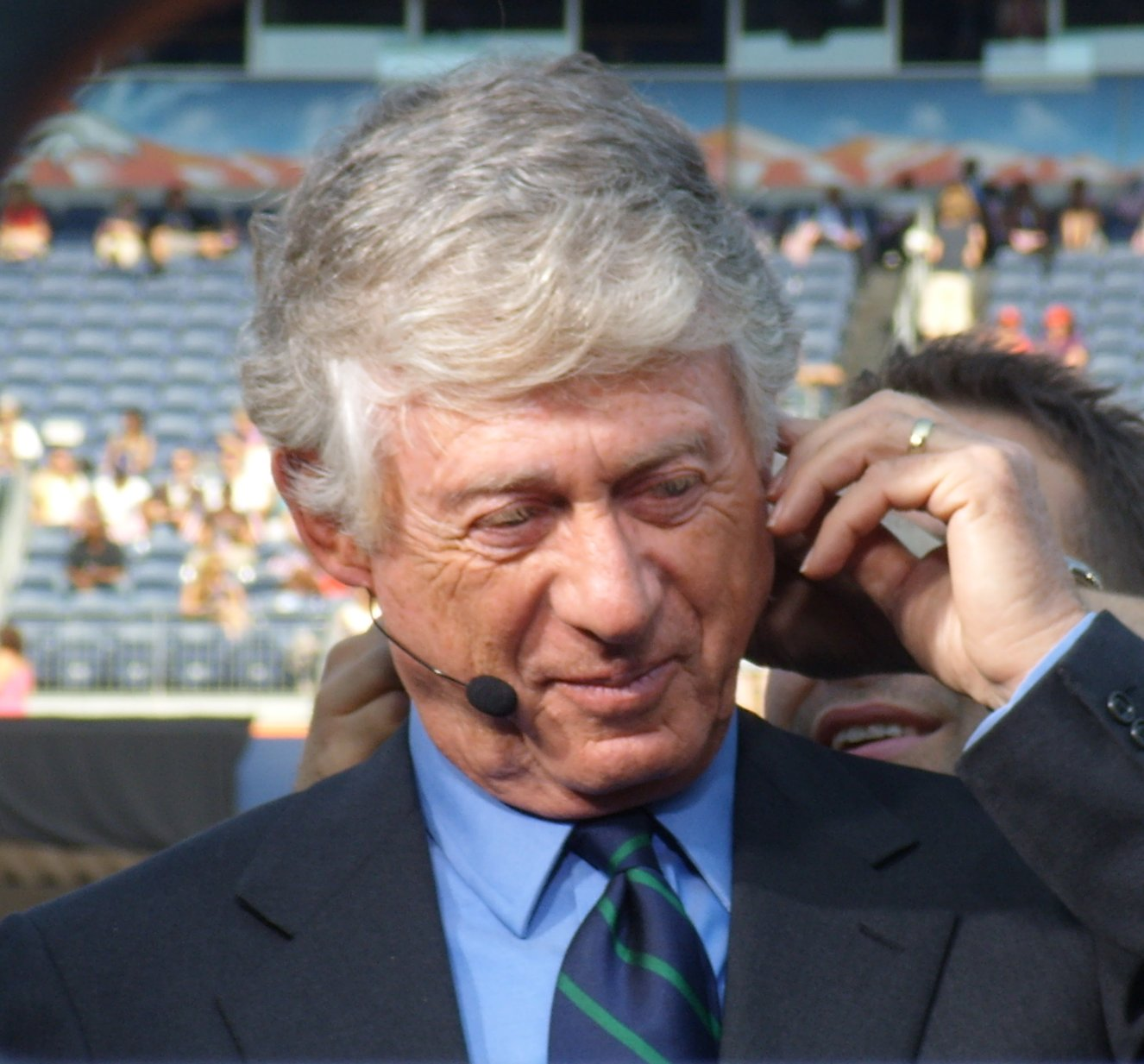
Brachte SuicideGirls ins Fernsehen: Ted Koppel (ABC Nightline)

Suhl und Mooney, damals ein Paar, gründeten die Website am 14. September 2001 als Hobbyprojekt mit einer Anfangsinvestition von 5.000 US-Dollar. Der Kanadier Suhl war in dem Jahr aus Los Angeles gekommen und gestaltete Webseiten für diverse Medienunternehmen wie HBO. Mooney, ehemalige Medien- und Soziologie-Studentin, arbeitete freischaffend als Fotografin und war selbst Covergirl beim Nerve-Magazin gewesen. Sie wollte in der Szene-Hochburg Portland die alternativen Emos, Punks und Skaterinnen in traditionellen Pin-Up-Aufnahmen festhalten. Suhl und Mooney wollten beide ein Musik- und Indie-Magazin gründen, kamen aber zu der Überzeugung, dass keines der bisher bestehenden Magazine im Netz Geld verdiente. Pornografie im Internet sei hingegen die einzig erfolgreiche Geschäftsidee des Internets im Jahr 2001 gewesen.
Mooney machte anfangs Fotos von Freundinnen und Bekannten, von denen einige bekleidet, andere unbekleidet waren. Einige der Models arbeiteten in den Stripclubs Portlands; SuicideGirls machte in diesen Stripclubs durch Werbung auf sich aufmerksam. Über die Motivation für die Gründung der SuicideGirls machen beide Gründer verschiedene Aussagen: Mooney sagt, sie habe es damals mehr als Kunstprojekt denn als Geschäft gesehen, während Suhl meinte, es sei das Ziel gewesen, der Playboy für das 21. Jahrhundert zu werden. So schrieb er in das Leitbild der Website, dass SuicideGirls für unangepasste Sexualität des 21. Jahrhunderts das sei, was der Playboy für den Junggesellen der 1960er war. Suhl stellte die Fotografien von anfangs 35 Frauen mit Begleittexten auf eine Website, die eher an Punk-Fanzines erinnerte als an Erotikmagazine. Frühe Slogans der Website spielten mit dem Verbotenen und proklamierten beispielsweise „Wir haben Eure Tochter entführt und ihr eine Tätowierung verpasst“. Nach eigenen Angaben arbeitete die Website bereits nach einigen Monaten ohne Verluste und nahm im ersten Jahr ihres Bestehens etwa 80.000 US-Dollar ein.

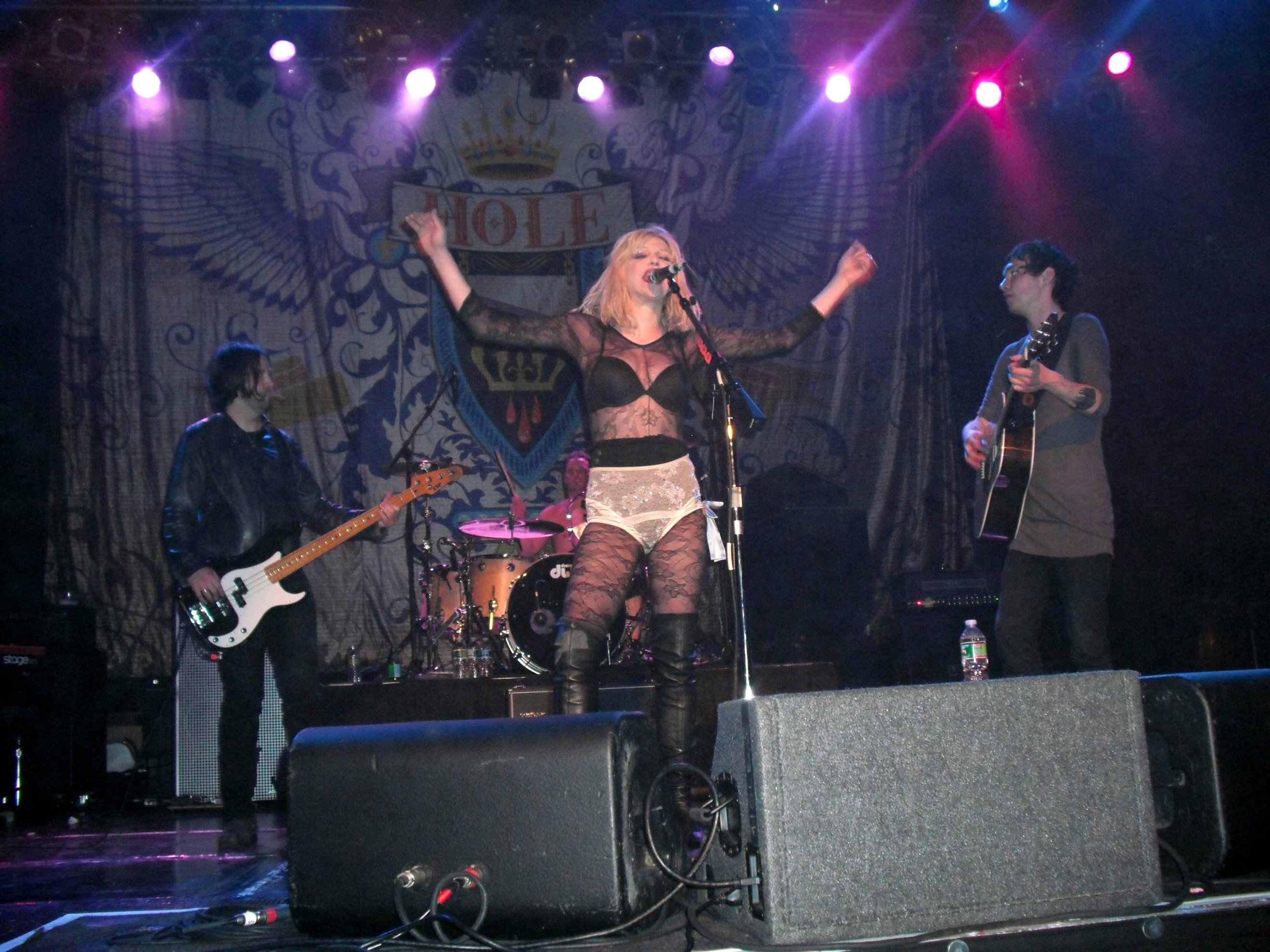
Frühes Community-Mitglied und prominente Unterstützerin: Courtney Love, 2010

Die Medien entdeckten das Projekt schnell. Nachdem einige Monate vergangen waren, berichtete die amerikanische Hauptnachrichtensendung Nightline der ABC über die Website. Es war das dritte Interview, das Missy Suicide überhaupt führte. Andere Medien wie die Londoner Times, Rolling Stone oder Spin folgten schnell.
Die Website präsentierte sich nicht nur frecher als der Playboy, sondern als etwas Neues. Feminismus spielte in der Öffentlichkeitsarbeit von SuicideGirls ebenso eine Rolle wie die Selbstbestimmtheit der Models und das Konzept, das einen selbstbewussteren und weniger angepassten Frauentyp bevorzugte. Die spätere Kritikerin Jennifer Sicily Caravella beispielsweise beschrieb ihre Motivation, ein Suicide Girl zu werden, damit, dass sie SG für etwas fast Revolutionäres hielt, eine neue feministische Plattform, die Mädchen und Frauen ein Vorbild sein könnte. Im Jahr 2002 trat Courtney Love der Community bei und begann im Fernsehen und bei öffentlichen Auftritten Werbung für SuicideGirls zu machen. Sie erwähnte die Website unter anderem bei Howard Stern, und als sie Gastgeberin von 24 Hours of Love auf MTV war, brachte sie einige Suicide Girls mit in die Sendung. Ein Beispiel, dem die Band The Strokes etwas später folgte. Zum einjährigen Jubiläum in Portland war der lokale Club Dantes mit etwa 500 Gästen gefüllt, während wegen Überfüllung zahlreiche andere Interessierte abgewiesen wurden.
2002 gab es pro neuer Darstellerin etwa 350 Bewerberinnen, die keinen Modelvertrag erhielten. Zu dieser Zeit war die Anzahl der Suicide Girls vergleichsweise klein. Einzelne Frauen konnten relativ schnell Bekanntheit erreichen, die sich beispielsweise in VIP-Pässen und freien Eintrittskarten zu Konzerten oder Shows niederschlug. Die Website selbst bekam CDs und vor allem Kleidung in großen Mengen zur Verfügung gestellt, um diese durch Fotos und redaktionelle Beiträge zu bewerben. In den Jahren 2001 bis 2004 entstanden etwa 600 Alt-Porn-Websites, die oft von SuicideGirls kopierten. Die meisten dieser Sites existierten jedoch nur kurze Zeit. Diese verzichteten meist auf den vorgebrachten subkulturellen Anspruch und spezialisierten sich auf bestimmte Nischen. Raverporn brachte Frauen mit bunten Haaren, Friction USA weibliche Mitglieder der Straight-Edge-Szene, während weibliche Star-Wars-Fans in dementsprechender Aufmachung bei Superkult posierten. Größere Websites wie Burning Angel übernahmen weite Teile des SG-Konzepts, ohne jedoch dieselbe kulturelle Rhetorik zu bemühen.

### Umzug nach Los Angeles, Expansion und Krise

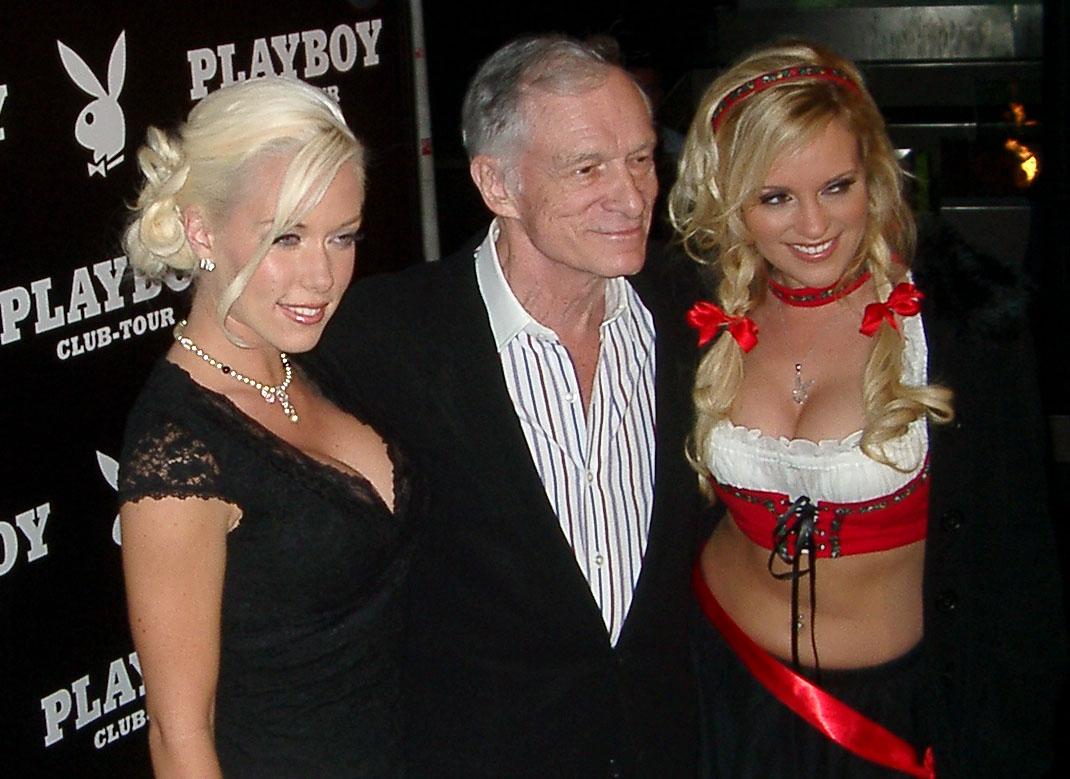
Die Zusammenarbeit mit dem Playboy sorgte für Konflikte zwischen Betreibern und Models

Bis 2003 residierte das Unternehmen in einer Wohnung in Portland, zog dann aber in ein Geschäftshaus in Los Angeles. Die Zahl der Models stieg bis 2004 auf 300 Darstellerinnen. Zu diesem Zeitpunkt zog die Site etwa 750.000 Besucher im Monat an, davon 57 Prozent männlich und 43 Prozent weiblich.
Neben der Website expandierte SuicideGirls über die Jahre auch in andere Branchen: So produziert sie Kleidung und Schmuck; verkauft Lizenzen für Bilder der Frauen beispielsweise an Skateboard-Hersteller, die die Bilder auf die Decks der Skateboards druckten; gab 2004 ein SuicideGirls-Buch heraus und produzierte zeitweilig eine Radiosendung.
2004 beschäftigte das Unternehmen mehr als 350 Frauen, die jede Woche etwa eine halbe Million Besucher anzogen. Nach eigenen Angaben war zu dieser Zeit die Quote der akzeptierten Bewerbungen als Model etwa drei von den 200, die die Website jede Woche erreichten. 2005 betrug die Zahl der Models knapp 900.

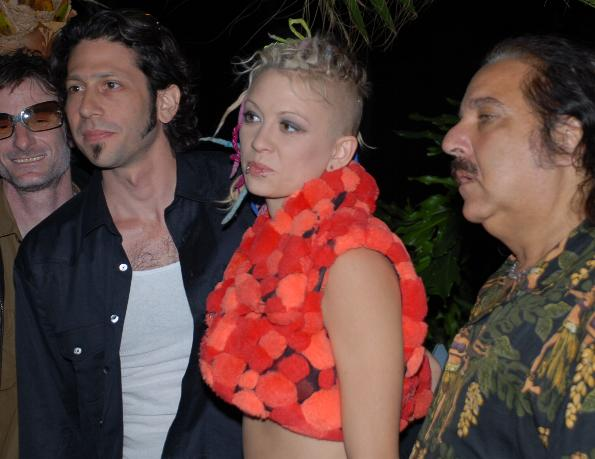
Suicide Girl und Ron Jeremy bei einer Party von Wicked Pictures, 2007

Mit dem Erfolg von SuicideGirls begannen auch Mainstream-Pornoproduzenten derartige Stilversuche. So fing Hustlers Label für junge Menschen, VCA Pictures, in den 2000er Jahren damit an, ästhetisch ähnliche Videos zu produzieren. SuicideGirls drängte auch auf diesen Markt: Nach dem Umzug nach Los Angeles begann SuicideGirls schnell mit anderen Projekten neben der Website. Diese waren oft innerhalb der Community umstritten, da sie nach Auffassung einiger Models und vieler Journalisten nur wenig mit den alternativen und feministisch konnotierten Grundsätzen zu tun hatten, mit denen SG warb. Seit 2004 arbeitete SG mit dem Playboy zusammen. Seit 2004 stellt der Playboy auf seiner bezahlpflichtigen Website Cyber Club wöchentlich ein Suicide Girls mit ihren Fotosets aus.
Im Jahr 2005 begann die Expansion der Website in zahlreiche Medien und mit diversen Geschäftspartnerschaften. Ein Teil der Truppe tourte mit diversen Neo-Burlesque-Shows und verkaufte eine DVD mit Aufnahmen der Shows. Die erste dieser Shows tourte mit sieben Frauen durch 55 Städte in den USA und das Vereinigte Königreich. Eine Zusammenfassung und Dokumentation der Tour erschien in mehreren Teilen auf dem Fernsehsender Showtime. Weitere Touren durch die USA, Australien und Europa folgten. Auf demselben Fernsehsender erschien 2006 die Pseudo-Dokumentation Suicide Girls: The Italian Villa.
Nachdem das amerikanische Justizministerium 2005 die Obscenity Prosecution Task Force gegen die Verbreitung von Hardcore-Pornographie eingerichtet hatte, verkündete das FBI in einem Washington-Post-Interview am 20. September 2005, dass sie die größten Ermittlungschancen unter anderem bei sadomasochistischen Darstellungen sähen. Obwohl keine konkreten Anhaltspunkte dafür vorlagen, dass SuicideGirls mit der Task Force in Konflikt geraten könnte, begann Suhl sich Sorgen zu machen und entfernte diverse Foto-Sets. Die Betreiber löschten provokantere Fotos auf der Website, die Kunstblut als Dekoration verwendeten oder gefesselte Models zeigten.

### Konflikt mit den Models
Im September 2005 begannen Models, SuicideGirls im Streit zu verlassen. Insgesamt verließen etwa 50 Frauen SuicideGirls. Teilweise beschwerten sie sich anschließend in Blogs und Interviews über schlechte und unregelmäßige Bezahlung, nicht vorhandene Mitspracherechte und eine generell frauenfeindliche Einstellung des Inhabers Suhl.
Eine dabei besonders präsente Kritikerin, Jennifer Caravella alias Sicily, war am Management der Handvoll Models beteiligt, die die ersten Burlesque-Touren veranstaltet hatten. Nach eigenen Angaben flog sie unangekündigt aus allen Spinoff-Aktivitäten, nachdem sie Suhl nach einer Gewinnbeteiligung der an den Shows und DVDs teilnehmenden Frauen gefragt hatte. Mehrere Models warfen Sean Suhl vor, Frauen verbal zu misshandeln, restriktive Verträge aufzusetzen und nur minimal zu bezahlen. Suhl neige zu cholerischen Anfällen und lasse diese regelmäßig an den Models aus, er bezeichne sie brüllend als hässlich, Schlampen und Ähnliches.
Die ehemaligen Models betonten, der feministische Anspruch, den die Website erhebe, sei nur Fassade, hinter den Kulissen unterscheide sich SuicideGirls wenig von anderen Erotikwebsites. Die weibliche Ko-Eigentümerin Selena Mooney sei nur aus Marketinggründen aufgeführt und habe keinen Einfluss auf die tatsächliche Geschäftsführung. Während Mooney einen Großteil der Arbeit erledige, für die Fotos und die Pressearbeit zuständig sei, lägen die letzten Entscheidungen bei Suhl. Mooney allerdings erwiderte, dass der Vorwurf, sie sei nicht Chef, sie persönlich beleidige und keinerlei Wahrheitsbezug habe.
Caravella kritisierte, SuicideGirls habe sich als tätowierte Variante von Playboy oder Penthouse herausgestellt. Community und Blogs existierten nicht, um eine echte Gemeinschaft für die Frauen zu schaffen, sondern ausschließlich, um ein Unterscheidungsmerkmal zu anderen Erotiksites zu schaffen. Wäre eine reine Bilderschau kommerziell erfolgreicher, wäre Suhl jederzeit bereit, das Konzept zu ändern. Während die Frauen beispielsweise möglichst wenig über ihre Lebenspartner äußern sollten, forderte Suhl sie zu gegenseitigen Verunglimpfungen und Verbalattacken auf, da dieses für mehr Besucher sorge. Das Geschäftsmodell degradiere die Frauen zu reinen Produkten, werte sie psychologisch ab und befördere gegenseitige Attacken. Es sei das Gegenteil von Feminismus und Humanismus.
Models und Communitymitglieder warfen der Geschäftsführung Zensur auf den eigenen Foren vor. Die Betreiber entfernten Forenbeiträge und Blogeinträge. Einzelnen Mädchen sei ohne Ankündigung ihre „freie, lebenslange Mitgliedschaft in der Community“ kurzfristig gekündigt worden. Während ihnen damit die Schreibrechte entzogen und Blogbeiträge und Ähnliches gelöscht wurden, blieben die Nacktfotos dauerhaft auf der SuicideGirls-Website erhalten. Als der Boston Phoenix 2006 ein sympathisierendes Porträt der SuicideGirls brachte, sagte ein männliches Mitglied und Lebenspartner eines Suicide Girls, dass er die Anschuldigungen zu 90 Prozent für wahr halte, aber Coca-Cola und Pepsi glaube er auch nicht und kaufe sie dennoch. Wenige Tage später war seine Mitgliedschaft ebenso wie die seiner Partnerin gekündigt.
Mooney betonte, dass knapp zwei Drittel der fest angestellten Mitarbeiter weiblich sei, die meisten seien ehemalige Models. Die Mehrzahl der Fotografen sei ebenfalls weiblich. Das Unternehmen verteidigte sich gegen Zensurvorwürfe damit, dass Idiotie, Angriffe gegen die Firma oder Mitarbeiter nichts auf der Website verloren hätten und auf einer privaten Website keinerlei Meinungsfreiheit gelte.

### Klagen gegen andere Websites
Frauen, die auf anderen Plattformen als bei SuicideGirls veröffentlichten, wurden aus der Community geworfen. Von Myspace oder LiveJournal verschwanden bittere und anklagende Postings gegen SuicideGirls. Angeblich lag dies an den engen persönlichen Beziehungen zwischen Suhl und den Myspace- und LiveJournal-Betreibern.
Im September und Oktober 2005 verklagte SG die Websites Gloomdolls.com und God’s Girls. Der Website Gloomdolls warfen die SG-Betreiber Geheimnisverrat vor, weil diese interne Dokumente, vor allem den Modelvertrag, veröffentlicht hatten. Heftige Angriffe auf der Website, die unter anderem dazu aufriefen, keine SG-Mitgliedsgebühren mehr zu bezahlen, würden gegen die Verträge verstoßen, die das Suicide Girl vorher mit SG abgeschlossen habe. Gegen God’s Girls ging SG vor, weil diese ehemalige SG-Models beschäftigten, etwa 60 God’s-Girls-Models sollen vorher Verbindungen zu SuicideGirls gehabt haben. Außerdem verwendeten sie die Farbe Rosa für ihr Design. Ebenfalls mussten sich der ehemalige SG-Fotograf Lithium Picnic und das Model Apnea Anfang 2007 gegen eine Klage wehren; beide hatten sich zusammen mit eigenen Bildserien selbstständig gemacht, was SG als Verstoß gegen die Vertragsbedingungen auffasste.

### Seit 2006

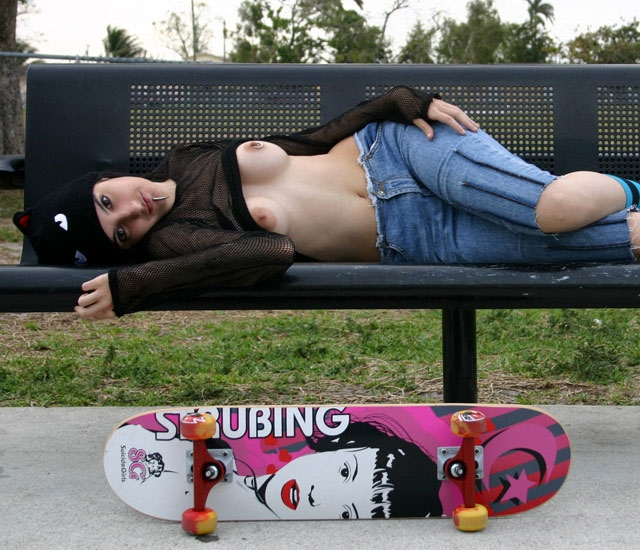
Model und SG Skateboard-Deck, 2007

Die zweite Neo-Burlesque-Tour der SG wurde wieder von einem Auftritt im US-weiten Fernsehen begleitet. Dabei traten diverse Models in einer CSI:-NY-Folge mit SuicideGirls-Thematik auf. SG-Mitglied und CSI-Erfinder Anthony Zuiker ließ die Folge Oedipus Hex am 18. Oktober 2006 erstmals ausstrahlen.
Die Konflikte mit den Ex-Models sorgten dafür, dass die SuicideGirls in der Szene erheblich an Reputation verloren hatten. SuicideGirls gilt dort seitdem als Walmart des Alt Porns. Dies änderte allerdings wenig am weiteren Erfolg der Website. Anfang 2006 hatten sich etwa 900, bis Ende des Jahres 1200 Frauen fotografieren lassen, die etwa eine Million Besucher in der Woche anzogen. Im Jahr 2007 stieg die Zahl der Models auf 1500, nach eigenen Angaben erreichten SuicideGirls alle paar Tage 1000 neue Bewerbungen. Die Zahl der Besucher blieb bei über einer Million in der Woche.
Im Jahr 2008 hatte die Site über 1000 SuicideGirls als Mitglieder und etwa 300.000 zahlende Mitglieder. Bis Ende 2010 war die Zahl der Models auf knapp 2.200 gestiegen, die 270.000 Bilder hochgeladen hatten. Während seit 2010 die Besucherzahlen auf der Website vermutlich stabil blieben oder zurückgingen, begann SuicideGirls in andere Medien zu expandieren. Die Thriller-Autoren J.C. Hutchins und Jordan Weisman veröffentlichten einen Roman in Zusammenarbeit mit SuicideGirls. In diesem Jahr erschien der „Reality-Horrorfilm“ Suicide Girls Must Die! unter Regie von Sawa Suicide. Der Film wurde von der Kritik weitgehend ignoriert. 2011 verkündete die Firma Pläne für ein Comic.
Im Februar 2010 entfernte Apple die SuicideGirls-App zusammen mit etwa 5000 anderen Produkten aus seinem App Store, da diese Frauen degradierten und anstößigen Inhalt zeigten. SuicideGirls behalf sich mit diversen Workarounds.

## Stil

### Models
Alle Mitglieder der Community können Fotos von sich selbst hochladen, so dass es auch eine Gruppe der Suicide Boys gibt. Dafür bezahlt werden jedoch ausschließlich Frauen. SuicideGirls erhebt den Anspruch, authentische Frauen zu zeigen. Die Suicide Girls selbst, deren Fotos auf der Website gepostet werden, sind Mitglieder der Community; von zahlenden Mitgliedern unterscheiden sie sich durch Foto-Honorare und freie Mitgliedschaft. Die Website selbst beschreibt 2010 die gewünschten Models als einzigartig, stark, sexy und selbstbewusst. Die bei SuicideGirls abgebildeten Frauen sind fast ausnahmslos tätowiert oder gepierct. Sie haben oft auffällig gefärbte Haare und sich im Allgemeinen keiner Schönheitsoperation unterzogen. Während eine „Body-Modification“ (Tätowierung, Piercing oder gefärbte Haare) Mindestvoraussetzung ist, um akzeptiert zu werden, geben die an der Auswahl neuer Girls beteiligten Frauen deutlich zu erkennen, dass ihnen das Vorhandensein aller drei Komponenten am liebsten ist.

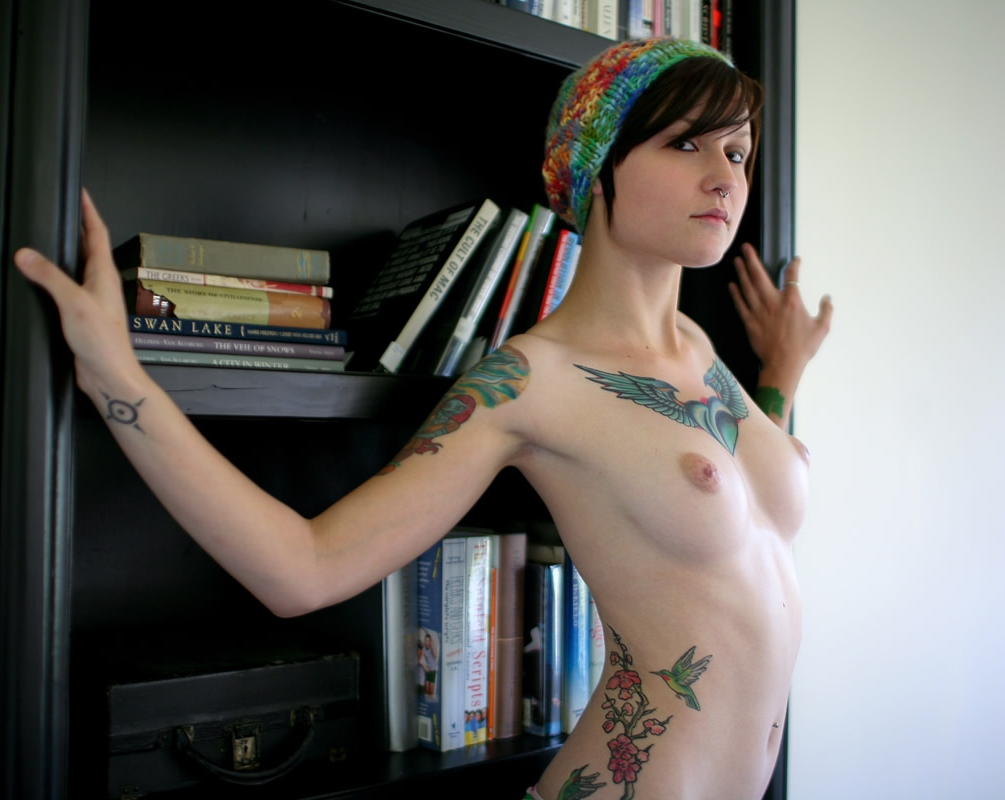
Coley, Hipster
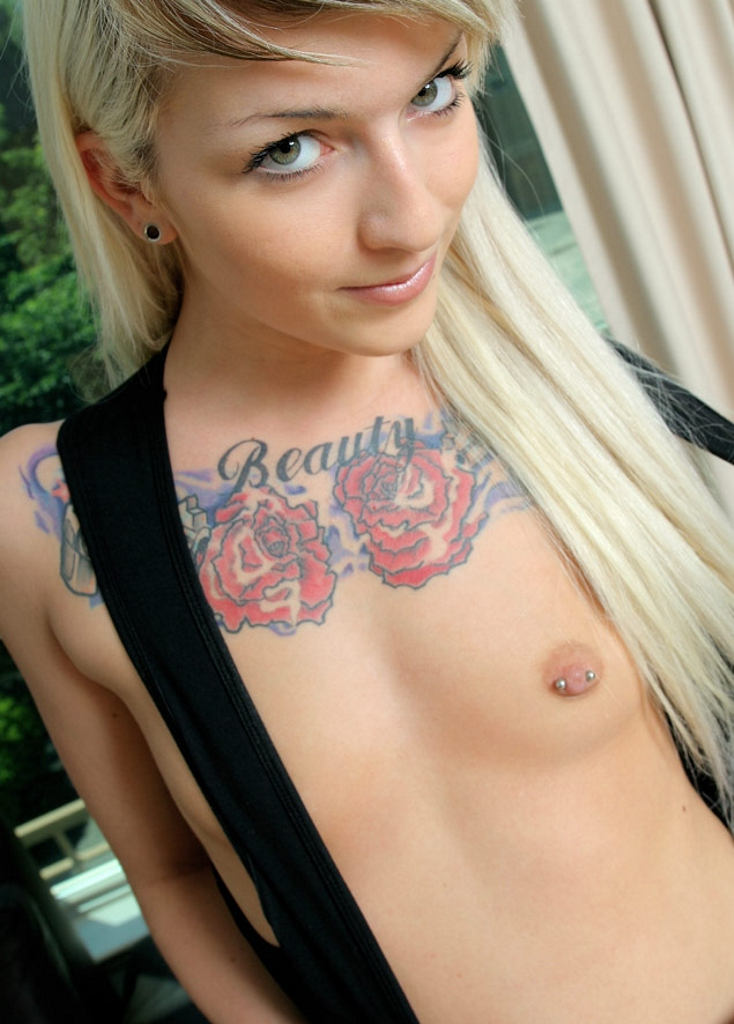
Cianna, Typ Cheerleaderin
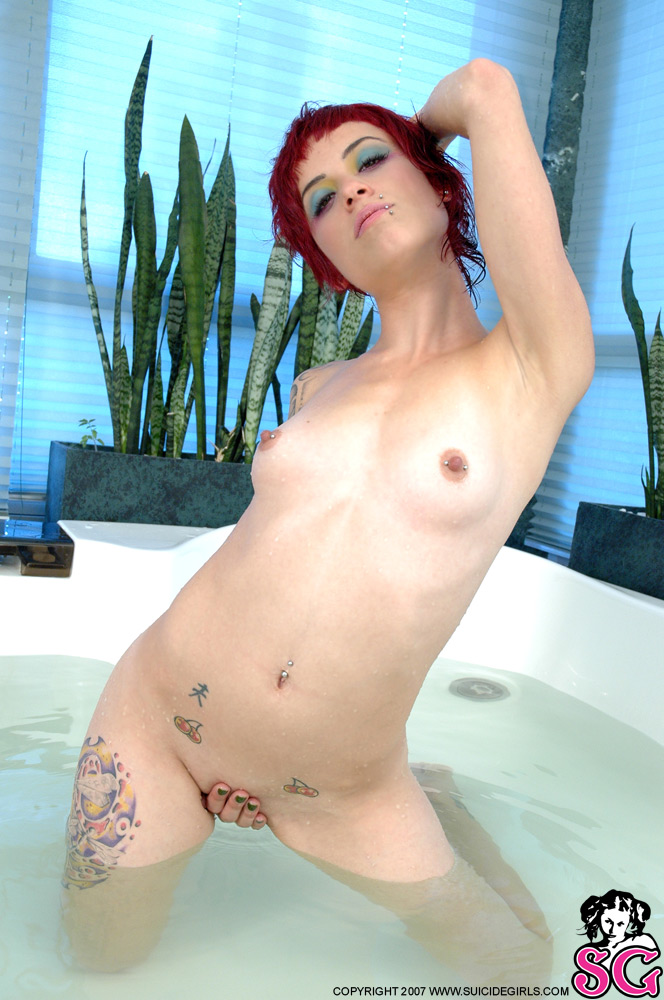
Suicide Girl Smash, gepierct, tätowiert und gefärbte Haare
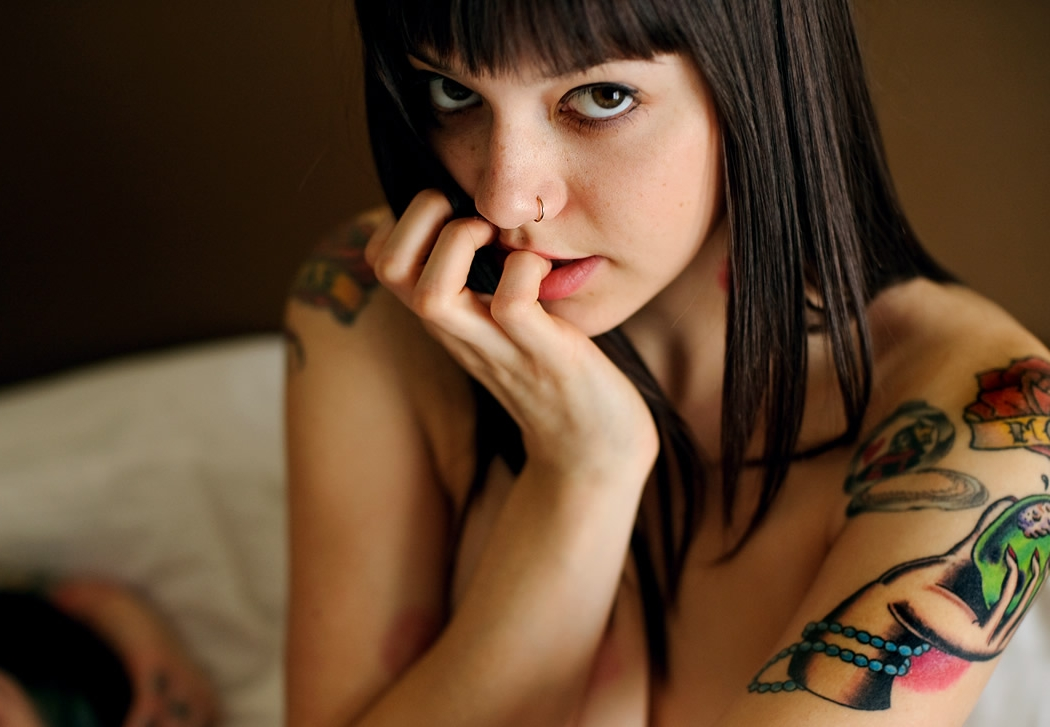
Suicide Girl Rambo arbeitet für SG als Modelbetreuerin

Im Gegensatz zur vorherrschenden Figur einer Darstellerin mit Silikonbrüsten im Mainstream-Porno zeichneten sich die Frauen bei SuicideGirls durch Lippenpiercings, Körbchengröße B und „eine rotzfreche Attitüde“ aus. Abgesehen von den Tattoos entsprechen die Mädchen gängigen Schönheitsklischees. Der alternative Anspruch von SuicideGirls sei kaum zu erfüllen. Die Mädchen würden dem Typ des idealtypischen Cheerleaders entsprechen und den gängigen Schönheitsidealen – jung, weiß und dünn – folgen. Suhl bestätigte diese Aussagen bereits 2002 gegenüber dem Punk Planet als vielleicht größtes Versäumnis von SuicideGirls, änderte die Geschäftspolitik jedoch nicht.
Die Autorin Annie Tomlin beschrieb die SuicideGirls-Fotos bereits 2003 in einem einflussreichen Porträt als „dieselben Titten wie immer, in einem Punk-Rock-BH“, seitdem hat sich die Auswahl der Frauen eher mehr Mainstreamkriterien angepasst. Nachdem SuicideGirls in den Anfangsjahren auf Bekannte aus der Szene in Portland zurückgriff, haben mittlerweile viele der Frauen auch schon professionell außerhalb der SuicideGirls Modelaufnahmen gemacht, mussten bei diesen jedoch meist die Tätowierungen abdecken.
Afroamerikanische oder asiatische Mädchen würden nur in seltenen Ausnahmefällen als Mädchen akzeptiert, ihre Fotos würden dann immer mit besonderer Exotik aufgeladen. In diesen Fällen sei der von den Websitebetreibern geschriebene Text, der die einzelnen Mädchen vorstellt, oft mit rassistischen Stereotypen aufgeladen.
Ursprünglich mussten prospektive Suicide Girls längere Texte schreiben und sich in mehreren Interviews mit den Websitebetreibern persönlich vorstellen, bevor sie ein Model werden konnten. Bis 2008 waren diese Anforderungen auf das Hochladen einiger Fotos, die nicht zwingend Nacktaufnahmen sein mussten, und das Ausfüllen eines kurzen Fragebogens gesunken. Als SuicideGirls startete, verdienten die Mädchen etwa 30 US-Dollar für eine Fotosession; im Jahr 2003 betrug das Honorar etwa 100 bis 200 US-Dollar. Die Honorare lagen dabei im unteren Durchschnitt dessen, was für professionelle Erotikaufnahmen in den USA bezahlt wurde.
Die bezahlten Suicide Girls sind dazu verpflichtet, regelmäßig neue Fotos zu posten sowie unbezahlt das Onlinetagebuch aktuell zu halten und an Diskussionen teilzunehmen. Wie bei Modelverträgen allgemein üblich, übertragen die Frauen mit dem Einstiegsvertrag sämtliche Fotorechte an SG, wobei SG die Fotos seinerseits weiterverkaufen kann. Nach Aussagen eines ehemaligen Suicide Girls verlangten die Verträge seit 2006 die Rechte am Model-Namen, der Persona, Unterschrift, Stimme, den biographischen Informationen und den Tattoos. SuicideGirls kann diese Rechte und die Fotos ohne Einwilligung der Models an Dritte weiterverkaufen, wobei sie keine Aussage darüber traf, wie sich das beispielsweise bei Tätowierungen oder biographischen Infos praktisch umsetzen lasse.

### Fotos
SuicideGirls ist die bekannteste Alt-Porn-Publikation und gilt bis heute als Referenz für diese Richtung der Erotikfotografie. Die Fotografin Mooney bezeichnet Alberto Vargas und Pin-Up-Fotografen seiner Zeit als Vorbilder. Der Stil der Fotos bewegt sich im Allgemeinen zwischen Mode- und pornografischen Aufnahmen. Die Fotos sind stilisierter, inszenierter und weniger freizügig als Hardcore-Pornographie, im Vergleich zur Modefotografie aber offener sexuell als die meisten Aufnahmen einer Modestrecke. Da die Frauen vergleichsweise große Mitspracherechte haben, was die Gestaltung der Fotos angeht, und auch eigene Fotografen beschäftigen können, ist der Stil der Sets diverser als auf den meisten vergleichbaren Erotikwebsites.
Die Anforderungen an Fotos haben sich im Laufe der Jahre mehrfach geändert. Im Jahr 2011 prinzipiell ausgeschlossen sind Aufnahmen von Penetration oder direkte Anspielungen auf Kindheit wie Stofftiere und Schuluniformen. Neben diesen expliziten Verboten bezeichnet die Website einige weitere Stilelemente als unerwünscht: auffallendes Make-up gehört dazu, Perücken, Waffen und Blut oder klassische Pin-Up Accessoires früherer Jahrzehnte wie etwa Federboas oder Hüte. Einige dieser Stilelemente waren in den Anfangsjahren durchaus typisch. Nach Möglichkeit sollen eingereichte Fotos „frisch und kreativ“ sein und nicht einfach die Fotos anderer Models wiederholen.
Während Frauen als zahlende Mitglieder frei darin sind, welche Fotos sie einstellen, gelten für bezahlte Suicide Girls bestimmte Mindestanforderungen. Die Sets müssen nackte Brüste und Hintern zeigen; die Fotos, auf denen diese Körperteile zu sehen sind, müssen im ersten Drittel des Sets auftauchen. Vorzugsweise sollten die Mädchen weit mehr als die 40 Fotos einreichen, die zu einem Set gehören, wobei die Entscheidung, welche Fotos in welcher Reihenfolge online gepostet werden, den Websitebetreibern obliegt.
Sean Kuhl selbst sieht seine Website weniger als Pornografie denn als coole, hippe und zeitgemäße Variante des Playboys. Die Betreiber der Website betonen, dass die Models zahlreiche Mitspracherechte haben, was die Gestaltung der Fotos angeht. Grundsätzlich sei es die Entscheidung der Frauen, wie weit einzelne Fotos hin zu seltenen Nahaufnahmen der Genitalien gingen.

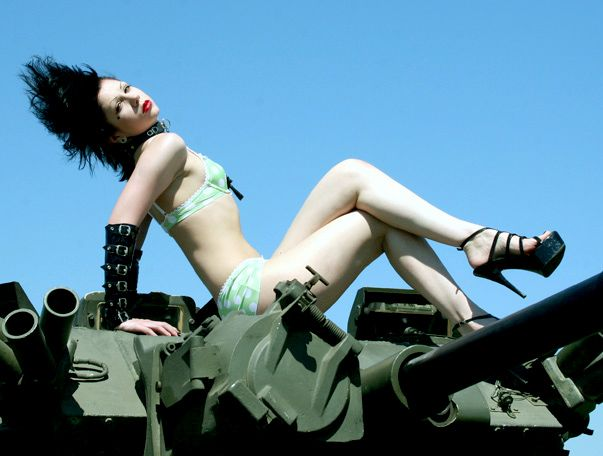
Suicide Girl Dominick in Unterwäsche auf dem Turm eines FV101 Scorpion
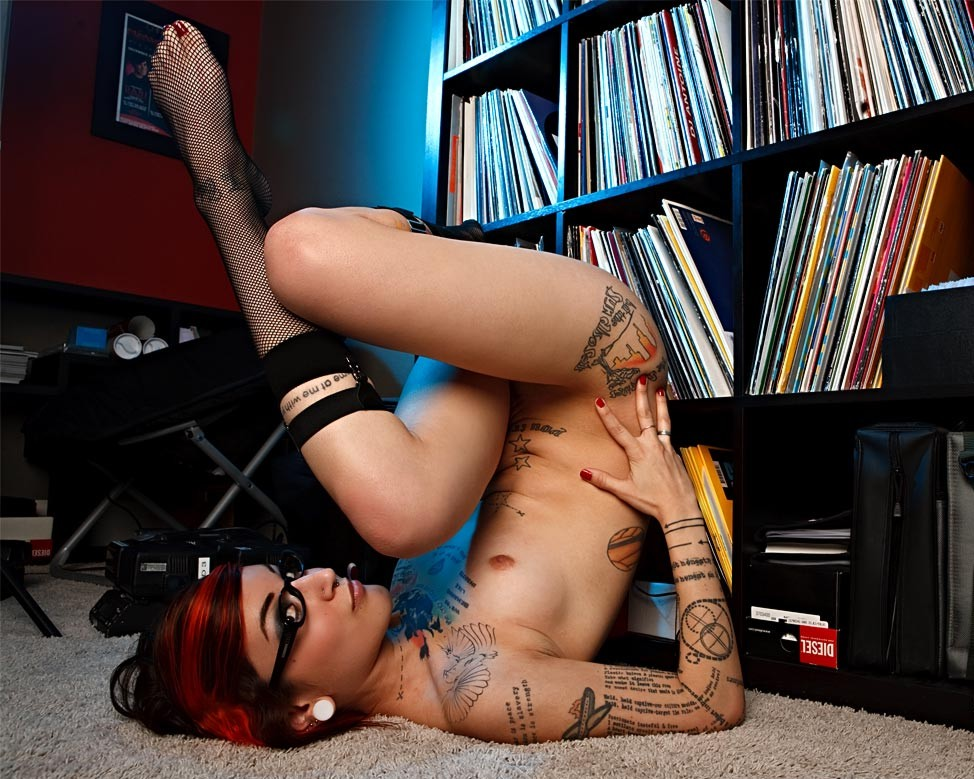
Suicide Girl Lyxzen
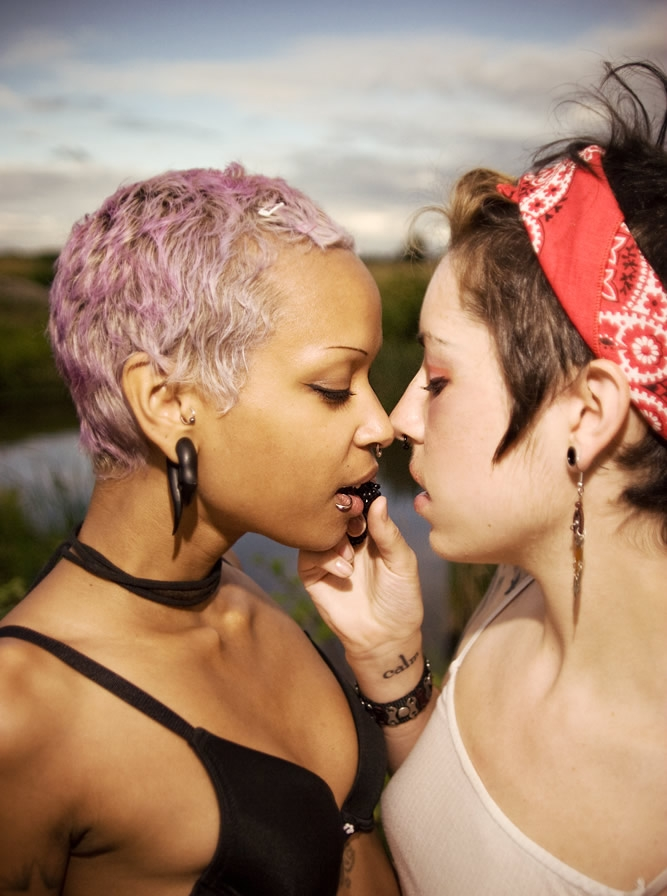
Zwei Models
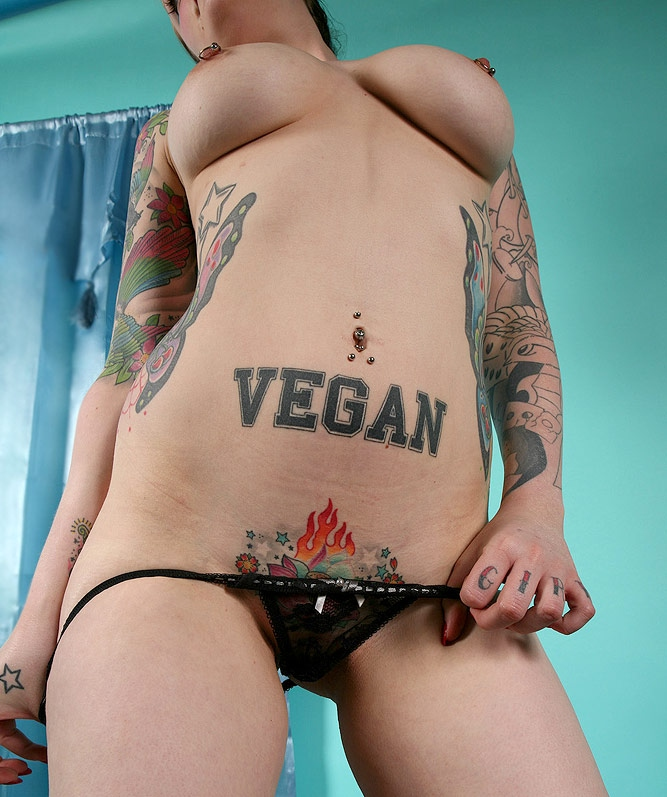
Fokus auf den Genitalbereich, das Gesicht ist kaum zu sehen

Die Frauen posieren in Alltagssituationen, etwa in Badewannen oder zerwühlten Betten. Auch die Geschichten, die bei den Fotoserien teilweise erzählt würden, seien weitaus näher am gewöhnlichen Alltag als in der Mainstream-Erotikfotografie. Grundmotive der Fotoserien reichen dabei von einigen Bondageserien bis hin zu klassischen Negligé-im-Schlafzimmer-Aufnahmen; vergleichsweise viele Serien nehmen sich klassischer Fetischthemen an (Krankenschwester, Bibliothekarin etc.). Frauen posieren oft mit Tieren, wobei Schlangen sich besonderer Beliebtheit erfreuen. Anspielungen auf Popkultur finden sich in den Kostümen und darin, dass teilweise bekannte Filmszenen nachgestellt werden.
Das Wired-Magazin verglich 2002 den subkulturellen Stil von SuicideGirls positiv mit den werbeüberladenen, schlecht gestalteten Websites der Mainstream-Pornos. Das Designmagazin Print wiederum bezeichnete SuicideGirls als Aushängeschild einer alternativen Erotik, die Kreativität und Humor betont; hingegen sieht das feministische Herizons-Magazin nur eine Mainstream-Ästhetik mit zusätzlich gepiercten Schamlippen. Während Shoshona Magnet in ihrem Aufsatz die ungewöhnlich hohe Zahl der Gesichtsaufnahmen beschreibt, meint die feministische Autorin Nicole Cohen, dass die Frauen zwar szeniger aussehen, die SuicideGirls aber genau dieselben Softcore-Standards bedienen wie andere Anbieter auch: strategisch geschnittene Fotos, Frau-an-Frau-Darstellungen und zahlreiche Fotos des Genitalbereichs.

### Community
Suicide Girls selbst sind dazu verpflichtet, Blogs zu pflegen und an Diskussionen teilzunehmen. Die meisten Models sagen allerdings, dass dies neben dem Geld auch einer der Hauptanreize wäre, hier zu modeln. Die Frauen treten dabei durchgehend unter Pseudonym auf. Das Print-Magazin beschrieb die Stimmung in der Community im Jahr 2004 als eine trendy Psychobilly-Bar, in der die süßen Mädchen sich ab und zu ausziehen. Trockener Humor und eine generell fröhliche Stimmung prägten die Szene. Der Boston Phoenix hingegen verglich die Stimmung bei einem realen Treffen 2006 mit einer Mischung aus antisozialen Intellektuellen und Goths. Während Suhl und Mooney sorgsam vermeiden, SuicideGirls als feministisch zu bezeichnen, wirbt die Website doch ausführlich mit Pressezitaten, die ebendieses tun. In ihrer Außendarstellung betont sie die feministischen Diskussionsgruppen und stellt Zitate von Frauen auf die Hauptseite, in denen diese ihren Spaß und ihre selbstbewusste Rolle als Frau bei SuicideGirls betonen.
Die Sprache der Website ist Englisch, wobei die einzelnen Frauen in ihrer Muttersprache schreiben und sich auch Foren und Diskussionsgruppen in anderen weit verbreiteten Sprachen gebildet haben.

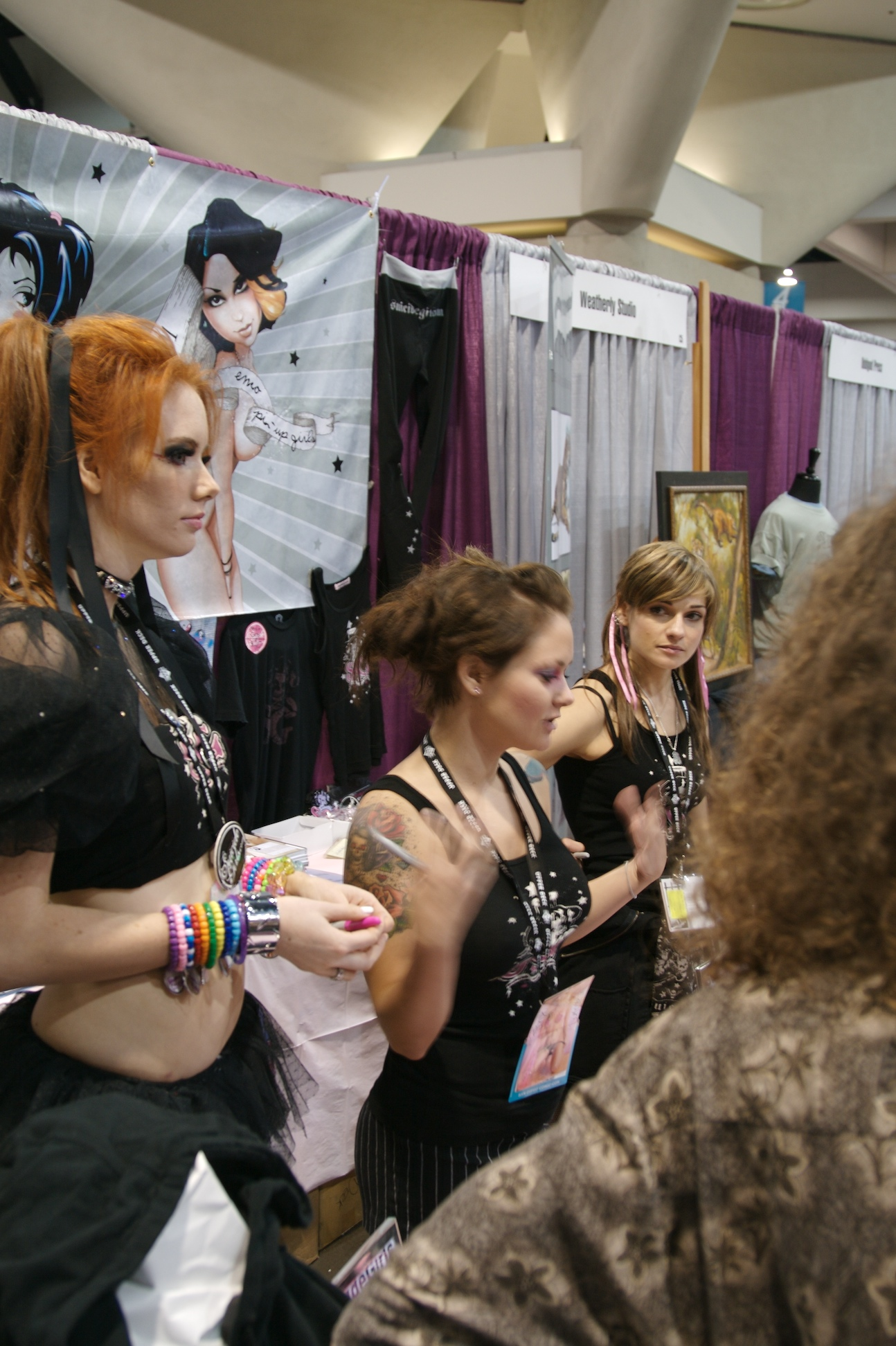
Suicide Girls bei der San Diego Comic Con

SuicideGirls will sich an Benutzergruppen wenden, die von der Erotikindustrie oft vernachlässigt würden: junge Menschen und Frauen. Nach eigenen Angaben hat die Website fast zur Hälfte weibliche Mitglieder. Obwohl diese Zahl sich nicht überprüfen lässt, ist in den Diskussionsgruppen und Foren eine deutlich wahrnehmbare Zahl von Benutzern aktiv, die sich als weiblich bezeichnen. Die Website betont die Einbindung in eine breitere Subkulturszene, die Selbstbeschreibung weist neben dem „Graswurzel-Ansatz zur Sexualität“ auch auf die ebenfalls behandelte alternative Kultur und insbesondere die beste Musik hin. Sie beschreibt die Teilnehmerinnen als „Mädchen von nebenan“, aber interessanter und mit besserem Musikgeschmack. Während zahlende Mitglieder sich vor allem anmelden, um die Bilder zu betrachten, gibt es auch eine Anzahl derjenigen, die öffentlich sagen, ihnen gehe es vor allem um eine abwechslungsreiche, intelligente Kommunikation in einer sexualitätsfreundlichen Umgebung. Viele der SuicideGirls bezeichneten sich selbst als lesbisch, die Community hatte einige Queer-Gruppen. Zu den zahlenden Mitgliedern gehörten beispielsweise Courtney Love oder The-Dandy-Warhols-Keyboarderin Zia McCabe.
SuicideGirls versucht Online-Treffen größerer Teilnehmergruppen und soziale Veranstaltungen in der realen Welt anzuregen.
Suicide Girls berichten in Interviews, dass sie sich zumindest in ihrer Anfangszeit in der Community verloren, täglich viel Zeit dort verbrachten, ihr Sozialleben zu einem Großteil auf die Plattform verlegten. Einige Mädchen beschreiben das Gefühl auf der Website als nackte Schwesternschaft, sie hätten dort gute Freundinnen für das Leben gefunden. Einzelne Mädchen werden regelmäßig auf der Straße erkannt, wobei es auch zu Vorfällen kommt, bei denen die Grenzen zur sexuellen Belästigung fließend sind. Regelmäßig verschwinden Mädchen einige Zeit und melden sich später mit der Meldung zurück, dass ein männliches Community-Mitglied sie im realen Leben bedroht habe.
SuicideGirls hat eine eigene Gruppe zu feministischen Themen, bei der es beispielsweise langanhaltende Diskussionen zu Roe v. Wade oder zu sexueller Belästigung gibt. Ein Großteil der Kommunikation innerhalb der SG-Community sei jedoch kurz und oberflächlich. Trotz der öffentlichen Betonung alternativer und emanzipatorischer Ansätze seien Kommentare und Diskussionen meist kurze, freundliche, nichtssagende Ermunterungen. Der Informationsgehalt der einzelnen Blogs der Darstellerinnen wechselt stark; diejenigen, die sich aktiv mit ihrer Rolle auseinandersetzen oder gesellschaftliche Positionen vertreten, stellen jedoch nur eine kleine Minderheit. Fast alle Mädchen gingen komplexeren Fragen zu Religion, Politik, Ethnie oder sexueller Orientierung aus dem Weg. Das Niveau der Beiträge wechselt stark; die Kolumnistin Sasha weist darauf hin, dass ein Großteil der Teilnehmerinnen 20 sei, eine bescheidene Bildung habe und man deshalb keine literarischen Großtaten erwarten dürfe.

### Redaktionelle Texte

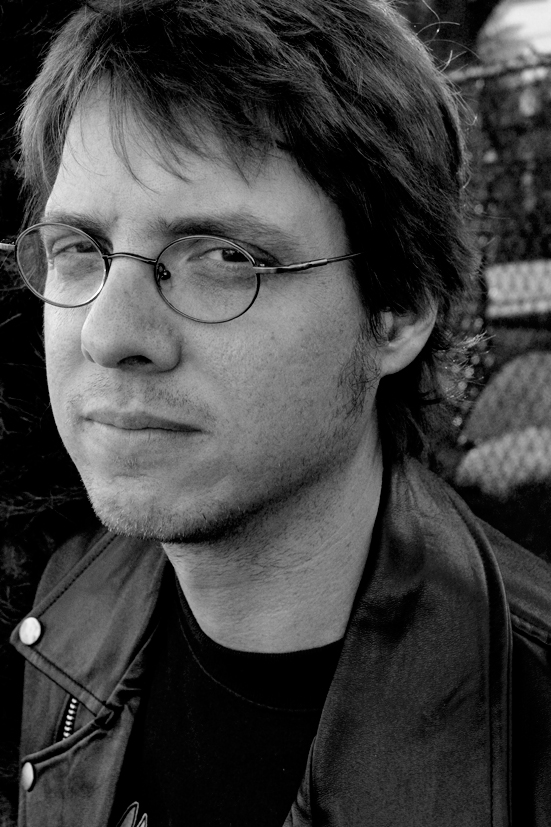
SG-Kolumnist Brad Warner

Neben den Blogeinträgen und Forumsbeiträgen enthält die Website auch einige magazinartige Texte. Darunter befinden sich Interviews mit Bands wie den Flaming Lips und anderen Künstlern wie Chuck Palahniuk und Richard Linklater. Bis zum Jahr 2006 hatte die Website etwa 800 Interviews online gestellt. Zu den regelmäßigen Kolumnisten zählten und zählen Neal Pollack, Wil Wheaton, Brad Warner und Seanbaby.

### Live-Show und Videos
Ein Teil der Truppe tourte seit 2005 mit diversen Neo-Burlesque-Shows und verkaufte eine DVD mit Aufnahmen der Shows. Die erste dieser Shows tourte mit sieben Frauen durch 55 Städte in den USA und das Vereinigte Königreich. Obwohl die Tour in der Presse verrissen wurde, war sie ausverkauft.
Die Show sollte die Tradition der Burlesque aufgreifen, aber dabei komplett modernisiert sein. Im Vergleich zu anderen Neo-Burlesque-Acts beispielsweise waren die SG-Auftritte kurz und schnell. Während im Burlesque Pasties ein Standardaccessoire sind, benutzen die Frauen bei SuicideGirls vor allem Klebeband, um ihre Brustwarzen abzudecken. Die Show enthielt zahlreiche Parodien und Anspielungen auf Phänomene der Popkultur (beispielsweise South Park, Reservoir Dogs oder Die Reifeprüfung), die Musik, zu der die Suicide Girls auftraten, reichte von Marilyn Manson über Björk bis zu Peaches. Die ersten Reihen jedes Veranstaltungsorts gelten als Splash Zone, Besucher, die dort sitzen, werden während der Show gelegentlich mit Drinks übergossen oder angespuckt. Das Finale der Shows besteht daraus, dass die Frauen auf und von der Bühne größere Mengen an Schokoladensauce und Sahne auf sich und die Besucher in der Splash Zone verspritzen. Die Show zog insgesamt etwa zur Hälfte Männer und Frauen an, während die erste Reihe überwiegend von Männern besetzt war.
Eine Zusammenfassung und Dokumentation der ersten Tour erschien in mehreren Teilen auf dem Fernsehsender Showtime. Weitere Touren durch die USA, Australien und Europa folgten. 2006 war eine SuicideGirls-Show Vorprogramm bei den Konzerten der Rockband Guns N’ Roses.
Begleitend veröffentlichte SuicideGirls mehrere DVDs. Die erste war Suicide Girls: The First Tour und enthielt eine Dokumentation der ersten Burlesque-Tour. Gefolgt wurde sie von Suicide Girls: Italian Villa. Neben Bühnenaufnahmen enthielten die DVDs für das Making-of-Genre typische Elemente wie Interviews mit den Machern, einige Szenen hinter den Kulissen etc. Später folgten direkte DVD-Veröffentlichungen mit The SuicideGirls Guide to Living und SuicideGirls Must Die!. Der Guide to Living besteht aus mehreren Kurzepisoden, in denen die Frauen beispielsweise Tipps geben, wie man der eigenen Hochzeit entkommt oder Vampire tötet. SuicideGirls Must Die! ist ein Spielfilm, in dem nach und nach Frauen verschwinden, die sich in einer abgelegenen Gegend versammeln, um den SuicideGirls-Kalender zu fotografieren. Nach Angaben der Macher wussten die anderen Frauen nichts von den Dreharbeiten und glaubten, dass wirklich regelmäßig Frauen verschwänden.